# Чубрило, Бранко
Бранко Чубрило (хорв. Branko Čubrilo; род. 20 мая 1988, Сплит) — хорватский футболист, нападающий клуба ГОШК Каштел-Гомилица.

## Карьера
В 2007 году стал игроком хорватского клуба «Хайдук» Сплит.
В 2008 году на правах аренды перешёл в «НК Солин».
В 2013 году подписал контракт с боснийским клубом «Витез».
В 2016 году играл за сингапурский клуб «Гейланг Интернэшнл».
В 2018 году перешёл в «Каспий».

## Достижения
«Каспий»
- Серебряный призёр Первой лиги: 2019

## Статистика
| Игровая карьера | Игровая карьера | Игровая карьера | Лига | Лига | Кубок | Кубок | Межд. | Межд. | Др. | Др. |
| --------------- | --------------- | --------------- | ---- | ---- | ----- | ----- | ----- | ----- | --- | --- |
| 2018            | Каспий          | Б               | 11   | 5    | —     | —     | —     | —     | —   | —   |
| 2019            | Каспий          | Б               | 21   | 5    | 3     | 0     | —     | —     | —   | —   |
| 2020            | Каспий          | А               | 10   | 0    | —     | —     | —     | —     | —   | —   |